# One Museum Park
Le One Museum Park est un gratte-ciel résidentiel de la ville de Chicago, dans l'État de l'Illinois, aux États-Unis. Il est situé au 1215 South Prairie Avenue dans le secteur de Near South Side, juste au sud de Grant Park et du secteur financier du Loop. Il mesure 221 mètres pour 62 étages et a été conçu par le cabinet d'architecture Pappageorge Haymes, Ltd, basé à Chicago.

## Description
Achevé en 2009, le One Museum Park est le deuxième plus haut bâtiment exclusivement résidentiel de Chicago après le NEMA, situé à l'ouest. Ce bâtiment de 92 903 m2 et de 65 étages situé dans le Museum Park Campus constitue le point d'ancrage de la face architecturale sud de Grant Park. Composé de 289 copropriétés avec 467 places de parking, la conception, la construction et le chiffre d'affaires de cette tour de luxe ont été dirigés et gérés par M. Groesbeck pour le compte de GP1 LLC.
Bénéficiant d'un emplacement unique à l'angle sud-est de Grant Park et du Museum Campus, dans le centre-ville de Chicago, le bâtiment offre une vue imprenable sur Downtown Chicago au nord avec ses innombrables gratte-ciel et bâtiments de grande hauteur, le lac Michigan et la presqu'île de Northerly Island à l'est, et le South Side de Chicago au sud avec ses quartiers résidentiels qui s'étirent à perte de vue.
L'aspect du bâtiment évoque un style international tout en restant ancré dans la tradition moderniste emblématique de Chicago. Sa façade élégante, composée de verre à faible émissivité bleu et gris et de métaux peints en argent infusés de mica, fait écho aux eaux réfléchissantes du lac Michigan situé à proximité immédiate. La volumétrie gracieuse et amorphe permet à chaque unité de capturer des vues principales sur le bord du lac et Grant Park. Une série de terrasses incurvées et étagées s'élèvent sur les flancs de la structure, s'éloignant lentement pour révéler le noyau vertigineux du bâtiment, qui culmine avec un pic elliptique argenté illuminé qui dissimule parfaitement les composants mécaniques.
Il s'agit également du deuxième plus haut bâtiment du projet de développement connu sous le nom de « Central Station » dans la partie nord du secteur de Near South Side (le NEMA est actuellement le gratte-ciel le plus haut). Museum Park est un complexe de plusieurs tours résidentielles et de maisons individuelles de rangées. La construction de One Museum Park a été suivie par celle de 54 étages The Grant (anciennement One Museum Park West), directement à l'ouest, au coin de Roosevelt Road et de Indiana Avenue.